# Volta a Catalunya de 1927
La Volta a Catalunya de 1927 fou la novena edició de la Volta a Catalunya. La prova es disputà en vuit etapes entre el 28 d'agost i el 4 de setembre de 1927, per un total de 1.333 km. El vencedor final fou el francès Victor Fontan, per davant de Marià Cañardo i el també francès Georges Cuvelier.
80 ciclistes s'inscriuen per prendre-hi part, entre ells 5 francesos i 3 italians, però a l'hora de la veritat 58 corredors seran els que prendran part en la primera etapa. 25 foren els ciclistes que finalitzaren la cursa.

## Classificació final
| Pos. | Ciclista              | Temps        |
| 1    | Victor Fontan         | 51h 03' 34"  |
| 2    | Marià Cañardo Lacasta | + 3' 01"     |
| 3    | Georges Cuvelier      | + 12' 02"    |
| 4    | Giuseppe Pancera      | + 24' 01"    |
| 5    | Joan Mateu            | + 1h 02' 33" |
| 6    | Juli Borràs           | + 1h 05' 14" |
| 7    | Joan Juan             | + 1h 25' 25" |
| 8    | Ferdinand Le Drogo    | + 1h 48' 46" |
| 9    | Josep Pons            | + 2h 24' 53" |
| 10   | Josep Maria Murcia    | + 2h 26' 56" |

## Etapes
| Etapa | Data          | Recorregut                       | km     | Vencedor d'etapa   | Líder de la general |
| ----- | ------------- | -------------------------------- | ------ | ------------------ | ------------------- |
| 1a    | 28 d'agost    | Barcelona - Tortosa              | 213 km | Maurice Ville      | Maurice Ville       |
| 2a    | 29 d'agost    | Tortosa - Reus                   | 204 km | Ferdinand Le Drogo | Ferdinand Le Drogo  |
| 3a    | 30 d'agost    | Reus - Igualada                  | 189 km | Victor Fontan      | Ferdinand Le Drogo  |
| 4a    | 31 d'agost    | Igualada - Vic                   | 191 km | Georges Cuvelier   | Victor Fontan       |
| 5a    | 1 de setembre | Vic - Banyoles                   | 122 km | Georges Cuvelier   | Victor Fontan       |
| 6a    | 2 de setembre | Banyoles - Sant Feliu de Guíxols | 163 km | Ferdinand Le Drogo | Victor Fontan       |
| 7a    | 3 de setembre | Sant Feliu de Guíxols - Caldetes | 131 km | Georges Cuvelier   | Victor Fontan       |
| 8a    | 4 de setembre | Caldetes - Barcelona             | 130 km | Victor Fontan      | Victor Fontan       |

### Etapa 1 Barcelona - Tortosa. 213,0 km
|   | Ciclista           | Temps      |
| - | ------------------ | ---------- |
| 1 | Maurice Ville      | 7h 26' 01" |
| 2 | Ferdinand Le Drogo | m. t.      |
| 3 | Georges Cuvelier   | m. t.      |

|   | Ciclista           | Temps      |
| - | ------------------ | ---------- |
| 1 | Maurice Ville      | 7h 26' 01" |
| 2 | Ferdinand Le Drogo | m. t.      |
| 3 | Georges Cuvelier   | m. t.      |

### Etapa 2. Tortosa - Reus. 204,0 km
|   | Ciclista           | Temps      |
| - | ------------------ | ---------- |
| 1 | Ferdinand Le Drogo | 8h 23' 00" |
| 2 | Victor Fontan      | m. t.      |
| 3 | Giuseppe Pancera   | + 01' 21"  |

|   | Ciclista           | Temps       |
| - | ------------------ | ----------- |
| 1 | Ferdinand Le Drogo | 15h 49' 01" |
| 2 | Victor Fontan      | m. t.       |
| 3 | Giuseppe Pancera   | + 01' 21"   |

### Etapa 3. Reus - Igualada. 189,0 km
|   | Ciclista           | Temps      |
| - | ------------------ | ---------- |
| 1 | Victor Fontan      | 6h 32' 30" |
| 2 | Ferdinand Le Drogo | m. t.      |
| 3 | Georges Cuvelier   | + 01' 40"  |

|   | Ciclista           | Temps       |
| - | ------------------ | ----------- |
| 1 | Ferdinand Le Drogo | 22h 21' 31" |
| 2 | Victor Fontan      | m. t.       |
| 3 | Marià Cañardo      | + 04' 03"   |

### Etapa 4. Igualada - Vic. 190,0 km
|   | Ciclista         | Temps      |
| - | ---------------- | ---------- |
| 1 | Georges Cuvelier | 7h 53' 05" |
| 2 | Marià Cañardo    | m. t.      |
| 3 | Victor Fontan    | m. t.      |

|   | Ciclista           | Temps       |
| - | ------------------ | ----------- |
| 1 | Victor Fontan      | 30h 14' 36" |
| 2 | Marià Cañardo      | + 04' 03"   |
| 3 | Ferdinand Le Drogo | + 10' 59"   |

### Etapa 5. Vic - Banyoles. 122,0 km
|   | Ciclista         | Temps      |
| - | ---------------- | ---------- |
| 1 | Georges Cuvelier | 4h 41' 35" |
| 2 | Marià Cañardo    | m. t.      |
| 3 | Juli Borràs      | m. t.      |

|   | Ciclista         | Temps       |
| - | ---------------- | ----------- |
| 1 | Victor Fontan    | 34h 57' 13" |
| 2 | Marià Cañardo    | + 03' 01"   |
| 3 | Georges Cuvelier | + 12' 02"   |

### Etapa 6. Banyoles - Sant Feliu de Guíxols. 163,0 km
|   | Ciclista           | Temps      |
| - | ------------------ | ---------- |
| 1 | Ferdinand Le Drogo | 6h 24' 32" |
| 2 | Victor Fontan      | + 04' 48"  |
| 3 | Georges Cuvelier   | m. t.      |

|   | Ciclista         | Temps       |
| - | ---------------- | ----------- |
| 1 | Victor Fontan    | 41h 26' 31" |
| 2 | Marià Cañardo    | + 03' 01"   |
| 3 | Georges Cuvelier | + 12' 02"   |

### Etapa 7. Sant Feliu de Guíxols - Caldetes. 131,0 km
|   | Ciclista         | Temps      |
| - | ---------------- | ---------- |
| 1 | Georges Cuvelier | 5h 04' 55" |
| 2 | Victor Fontan    | m. t.      |
| 3 | Marià Cañardo    | m. t.      |

|   | Ciclista         | Temps       |
| - | ---------------- | ----------- |
| 1 | Victor Fontan    | 46h 31' 26" |
| 2 | Marià Cañardo    | + 03' 01"   |
| 3 | Georges Cuvelier | + 12' 02"   |

### Etapa 8. Caldetes - Barcelona. 130,0 km
|   | Ciclista         | Temps      |
| - | ---------------- | ---------- |
| 1 | Victor Fontan    | 4h 32' 08" |
| 2 | Giuseppe Pancera | m. t.      |
| 3 | Georges Cuvelier | m. t.      |

|   | Ciclista         | Temps       |
| - | ---------------- | ----------- |
| 1 | Victor Fontan    | 51h 03' 34" |
| 2 | Marià Cañardo    | + 03' 01"   |
| 3 | Georges Cuvelier | + 12' 02"   |